# 中国花样滑冰协会
中国花样滑冰协会是中华人民共和国花样滑冰运动从业者於2018年成立的全国性体育组织，由中华全国体育总会领导，会址位于北京市。

## 由中国花样滑冰协会舉辦的全國性賽事
- 全國性錦標賽
  - 中國花樣滑冰錦標賽
  - 中國花樣滑冰青年錦標賽
  - 中國花樣滑冰少年錦標賽
- 中國花樣滑冰俱樂部聯賽
- 中國花樣滑冰冠軍賽
- 中國花樣滑冰大獎賽

## 由中国花样滑冰协会舉辦的國際性賽事
- 上海超級杯
- 國際滑冰總會花式滑冰大獎賽中國站